# Mysłakowice
Mysłakowice est une localité polonaise  et siège de la gmina de Mysłakowice, située dans le powiat de Jelenia Góra en voïvodie de Basse-Silésie.

## Histoire
De 1742 à 1945, Zillerthal-Erdmannsdorf fait partie de l'arrondissement d'Hirschberg-des-Monts-des-Géants dans le district de Liegnitz au sein de la province de Silésie.